# Pituophis ruthveni
Espèce
Synonymes
- Pituophis melanoleucus ruthveni Stull, 1929

Statut de conservation UICN

 EN B2ab(iii) : En danger
Pituophis ruthveni  est une espèce de serpents de la famille des Colubridae.

## Répartition
Cette espèce est endémique des États-Unis. Elle se rencontre dans l'est du Texas et en Louisiane.

## Description
L'holotype de Pituophis ruthveni mesure 1 520 mm dont 200 mm pour la queue.

## Étymologie
Cette espèce est nommée en l'honneur d'Alexander Grant Ruthven.

## Publication originale
- Stull, 1929 : The description of a new subspecies of Pituophis melanoleucus from Louisiana. Occasional Papers, University of Michigan Museum of Zoology, n. 3, p. 1-3 (texte intégral).